# Рамна (Битољ)
Рамна (мкд. Рамна) је насеље у Северној Македонији, у јужном делу државе. Рамна припада општини Битољ.

## Географија
Насеље Рамна је смештено у јужном делу Северне Македоније. Од најближег већег града, Битоља, насеље је удаљено 15 km западно.
Рамна се налази у области Ђаваткол, планинске области између Пелагоније и басена Преспанског језера. Насеље је смештено у пољу, које гради речица Шемница у горњем делу свог тока. Североисточно од насеља издиже се Облаковска планина. Надморска висина насеља је приближно 800 метара.
Клима у насељу је планинска због знатне надморске висине.

## Становништво
Лера је према последњем попису из 2021. године имала 22 становника.
| Национални састав према попису из 2021.‍ | Национални састав према попису из 2021.‍ | Национални састав према попису из 2021.‍ | Национални састав према попису из 2021.‍ | Национални састав према попису из 2021.‍ |
| --------------------------------------- | --------------------------------------- | --------------------------------------- | --------------------------------------- | --------------------------------------- |
|                                         |                                         |                                         |                                         |                                         |
| Македонци                               | Македонци                               |                                         | 12                                      | 54,5%                                   |
| Албанци                                 | Албанци                                 |                                         | 9                                       | 40,9%                                   |

Већинска вероисповест је православље.